# El tiempo recobrado
El tiempo recobrado es el séptimo y último volumen de En busca del tiempo perdido de Marcel Proust, publicado póstumamente en 1927.

## Argumento
El tiempo recobrado transcurre entre Tansonville y París. En Tansonville, el narrador vuelve sobre los caminos que tomó de niño y descubre que el lado de Swann y el lado de Guermantes se unen por una carretera. Lo que sirve de alegoría del matrimonio entre Gilberte y Robert de Saint-Loup. En París, el narrador descubre que, aunque el país está en guerra con Alemania, las fiestas aristocráticas y burguesas siguen celebrándose, en particular las de Madame Verdurin y de Madame Bontemps, que hacen gala de un lujo increíble. El narrador acaba pasando varios años en una residencia de ancianos lejos de París. Poco a poco lo persigue la idea de que nunca podrá escribir una novela. Finalmente, aunque teme que se le acabe el tiempo, decide dedicar la última parte de su vida a esta tarea, con Françoise como sirvienta a su lado. Entonces, recuerda su infancia, los veranos en Balbec, la partida de Swann hacia Combray y el momento en que esperó a que su madre viniera a besarlo.